# FK Kumanowo
FK Kumanowo – północnomacedoński klub piłkarski z siedzibą w Kumanowie założony w 1924 roku. Swoje mecze rozgrywa na Stadionie Gradskim o pojemności 8000 widzów. W sezonie 1970/1971 zdobyli mistrzostwo kraju (liga nosiła wtedy nazwę Republic League).